# Stazione di Deventer
La stazione di Deventer è la principale stazione ferroviaria di Deventer, Paesi Bassi.